# Будяк дрібногачкуватий
Будяк дрібногачкуватий (Carduus hamulosus) — вид рослин з родини айстрових (Asteraceae), поширений у Європі й Азії.

## Опис
Дворічна трав'яниста рослина 30–80 см заввишки. Обгортка 20–25 мм в діаметрі. Листочки обгортки 1.5–2 мм шириною, гачкоподібно назад відігнуті. Кошики кулясті або трохи витягнуті в довжину, великі 30–40 мм в діаметрі. Квітконіжки біло-повстяні, рідше майже голі, часто вузько-крилаті. Квітки темно-пурпурові. Сім'янки 3–3.5 мм завдовжки, оливково-коричневі.

## Поширення
Поширений у Європі й Азії, від Угорщини до Ірану.
В Україні вид зростає на степових схилах, узліссях, на сухих, часто засмічених місцях — в західному Лісостепу і лівобережному Степу.